# Рай, Рамананда
Рама́нанда Рай (IAST: Rāmānanda Rāya) — религиозный деятель бенгальского вишнуизма, живший в конце XV — первой половине XVI века в Одише. Являлся наместником Раджамандри в королевстве Гаджапати при императоре Пратапарудре Деве. Родился в знатной семье народа ория.
Когда проповедник бхакти-йоги Чайтанья собирался в путешествие по югу Индии, Сарвабхаума Бхаттачарья организовал их встречу. С этого момента Рамананда Рай был одним из наиболее близких спутников Чайтаньи, который обсуждал с ним сокровенные духовные темы и в его обществе излагал глубокие чувства бхакти.
Согласно гаудия-вайшнавскому богословию, Рамананда Рай является воплощением гопи Вишакхи в лилах Чайтаньи.